# David Ranta
David Ranta (* um 1955 in USA) ist ein US-amerikanischer Drucker und Opfer eines Justizirrtums, der 23 Jahre unschuldig für einen nichtbegangenen Mord im Gefängnis saß. Sein Fall erregte weltweit aufsehen und gilt wegen seiner Tragik und Dimension als ein großer Justizskandal in der Geschichte der USA.

## Leben
Ranta war zeitweise als Drucker tätig und Vater von drei kleinen Kindern. In der Zeit der Ereignisse seiner Verhaftung und Verurteilung war er jedoch arbeitslos und hatte vorher wegen kleiner Drogendelikte mit der Polizei zu tun gehabt.
Am 28. Februar 1990 wurde in Williamsburg der hasidische Rabbi Cheskel Werzberger, ein Überlebender des Holocaust, durch einen flüchtenden Diamantendieb erschossen. Der Dieb wollte seinen Wagen als Fluchtwagen. Die Ermordung des Rabbis erregte in den gesamten Vereinigten Staaten damals ziemlich viel öffentliche Aufmerksamkeit. Der Täter gestand seiner Frau zwei Tage später, dass er den Rabbi ermordet hatte. Der Polizei stellte er sich dennoch nicht, sondern flüchtete vielmehr vor dieser und starb bei einer Verfolgungsjagd.
Unter dem öffentlichen Druck, einen Täter präsentieren zu müssen, wurde dann der völlig unschuldige David Ranta von der Polizei als Täter präsentiert. Dieser hatte zwar ein Geständnis abgelegt, aber man geht heute davon aus, dass dieses unter Druck entstanden war. Zeugen wurden bestochen und Beweismaterial vernichtet. Gegen Ranta lagen keinerlei Beweise vor. Dennoch wurde Ranta von einem Gericht zu 37 Jahren Haft verurteilt und in ein Hochsicherheitsgefängnis bei Buffalo im US-Bundesstaat New York gebracht. Dort war er bis Anfang 2013 inhaftiert, mehr als 23 Jahre, als sein Fall von der Justiz neu aufgerollt wurde und Ranta am 21. März 2013 freigesprochen wurde. Von der zuständigen Richterin gab es eine halbherzige Entschuldigung, vom zuständigen Ermittler gab es keine Entschuldigung und er wies alle Vorwürfe von sich, irgendwelche Fehler gemacht zu haben. Während er in Haft war, wuchsen die Kinder auf und seine beiden Eltern waren verstorben und konnten die Freilassung ihres Sohnes nicht mehr erleben. 
Am Tage seiner Haftentlassung wurde Ranta durch seine Frau, die er in der Haft geheiratet hatte und seiner jüngsten, bereits 25 Jahre alten Tochter, in Empfang genommen. Zwei Tage nach seiner Haftentlassung erlitt er einen schweren Herzinfarkt und musste ins Krankenhaus zur Behandlung. Möglicherweise war die Aufregung der Entlassung und die Erlebnisse der Haft ausschlaggebend für den Infarkt.
2014 verklagte Ranta die Stadt New York auf Schadensersatz von rund 150 Millionen Dollar. Ihm wurde jedoch ein Betrag von 6,4 Millionen Dollar zugesprochen.